# Black Widow (groupe)
Pour les articles homonymes, voir Veuve noire (homonymie).
Black Widow est un groupe de rock britannique, originaire de Leicester, en Angleterre. Ils sont surtout connus pour leur recours précoce à l'imagerie sataniste et à l'occulte, tant dans leur musique que sur scène. Ils sont souvent confondus avec Black Sabbath, mais les deux groupes n'ont rien en commun.

## Biographie
Le groupe joue un rock progressif typique de l'époque, proche de celui de Jethro Tull, avec orgue, influences jazz, et un goût prononcé pour les longs morceaux. Black Widow se distingue pourtant grâce à son premier album, Sacrifice, de 1970, où toutes les chansons évoquent notamment Satan, la sorcellerie, et les démons. À la différence de Black Sabbath, les paroles semblent plus « vraies », plus documentées sur l'univers satanique. Les paroles de Black Sabbath sont surtout influencées par des films d'horreur et une bonne dose de superstition. Black Widow au contraire, aime citer dans ses chansons des rituels, des entités démoniaques qui apparaissent vraiment dans les livres[réf. nécessaire]. Sacrifice raconte l'histoire d'un sorcier qui s'adonne à une série de rituels afin de ressusciter sa compagne, le démon Astaroth. Le dernier morceau, qui donne son titre à l'album, évoque un sacrifice humain en vue de cet objectif. Hormis les polémiques, Sacrifice atteint la 32e place du UK Albums Chart,. Le groupe joue la chanson au Whitsun Festival de Plumpton, au Royaume-Uni.
À son époque, le groupe provoque une importante controverse, surtout motivée par ses concerts spectaculaires où le sacrifice d'une jeune vierge est mimée. L'apparition d'une femme nue sur scène, avec Kip Trevor brandissant un poignard au-dessus d'elle ne manque pas d'échauder les esprits. Deux agents du FBI, accompagnés d'un prêtre, assistent même à l'un de leurs concerts afin de savoir s'il s'agit vraiment de rituels sataniques. Plus incroyable encore, le sorcier Alex Sanders, surnommé King of the Witches, met en garde le groupe du danger auquel il s'expose, craignant qu'il n'attise la colère d'Astaroth en jouant ainsi avec la sorcellerie. Il les rencontre, bénit le poignard qui sert lors des représentations et leur donne divers conseils pour éviter le drame. Cependant, lors d'un concert, la jeune femme censée jouer docilement la vierge sacrifiée déboule sur scène dans un état second en brandissant un fouet. Elle frappe Kip Trevor au visage et le blesse. Celui-ci, mécontent, arrache violemment les vêtements de la femme. Le public, persuadé que cela fait partie du spectacle n'intervient pas[réf. nécessaire]. Black Widow n'avait pas prévu de telles réactions face à leur album et leurs disques suivants ne développent plus cette thématique. Le groupe est dissout quelque temps plus tard. Même si leur musique est plus théâtrale que sérieuse, ils ont conservé leur réputation de premier groupe de rock véritablement satanique (Bien qu'en réalité, les américains de Coven se sont formés un an plus tôt). Black Sabbath insistent à plusieurs reprises sur le fait qu'ils ne sont pas un Black magick band comme Black Widow. Il n'en fallait pas plus pour en faire un groupe culte.
Fin 1972, après la perte de leur contrat avec leur label CBS Records, Black Widow enregistre Return to the Sabbat, un album auto-produit qui paraîtra en 1999, chez Blueprint Records,. Kip Trevor y partage le chant avec Kay Garrett qui quitte le groupe peu après. Plus sauvage que l'album studio, cette version évoque une sorte de Jefferson Airplane démoniaque. Come to the Sabbat est reprise par de nombreux autres groupes comme Timberjack.

## Membres
- Clive Jones - saxophone, flute (1966-1973)
- Jerry « Zoot » Taylor - organe (1966-1973)
- Kip Trevor - chant, guitare, harmonica (1966-1972)
- Bob Bond - guitare basse (1966-1971)
- Clive Box - batterie, piano (1966-1971)
- Kay Garrett - chant (1966-1969)
- Chris Dredge - guitare (1966-1969)
- Jim Gannon - guitare (1969-1972)
- Romeo Challenge - batterie (1971-1973)
- Geoff Griffith - guitare besse (1971-73)
- John Culley - guitare (1972-1973)
- Rick « E » - chant (1972-1973)

## Discographie

### Albums studio
- 1969 : Exclamation Mark (sous le nom de Pesky Gee!)
- 1970 : Sacrifice
- 1971 : Black Widow
- 1972 : III
- 2011 : Sleeping With Demons

### Après dissolution
- 1997 : IV (enregistré en 1972 mais sorti en 1997)
- 1998 : Return to the Sabbat
- 2008 : Demons of the Night Gather to See Black Widow - Live CD/DVD

### Singles
- 1970 : Come to the Sabbat b/w Way to Power
- 1971 : Wish You Would b/w Accident

### Rééditions et compilations
- 2001 : Return to the Sabbat
- 2003 : Come to the Sabbat - Anthology